# Orangeville, Illinois
Orangeville är en ort i Stephenson County i delstaten Illinois, USA.